# 达恩附近埃伦巴赫
达恩附近埃伦巴赫是德国莱茵兰-普法尔茨州的一个市镇。总面积12.99平方公里，总人口342人，其中男性171人，女性171人（2011年12月31日），人口密度26人/平方公里。